# Čedič

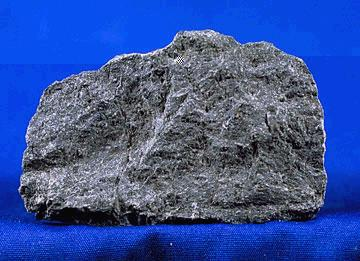
Čedič

Čedič neboli bazalt (starší, paleozoické bazalty se nesprávně nazývají diabas nebo melafyr) je velice četná tmavá výlevná vyvřelá hornina s charakteristickou porfyrickou nebo sklovitou strukturou, někdy s vyrostlicemi jednotlivých minerálů. Vyskytuje se však i ve formě škváry, bez viditelných krystalů. Obvykle má šedou či černou barvu, zvětralý čedič má barvu spíše šedou.
Termín čedič (bazalt) se používá k označení jemně zrnitých extruzivních, případně mělce uložených intruzivních hornin, hrubě zrnité hlubinné horniny daného složení se označují názvy dolerit a gabro. Termín bazalt, předtím používaný už ve starém Řecku a Egyptě, zavedl v současném pojetí v roce 1546 Georgius Agricola. Starověké použití termínu je připisováno římskému přírodovědci Pliniovi staršímu.
Pro čedič je charakteristická jemnozrnná stavba vzniklá rychlým utuhnutím lávy na povrchu planety. Ve své stavbě obsahuje často velké krystaly minerálů či vesikule, drobné bublinky vyplněné plynem či druhotnou mineralizací, a nebo se vyskytuje ve formě strusky. Odlučnost čediče je obvykle sloupcovitá. Při chladnutí magmatu a pozdějším zvětrávání se tvoří pěti, šesti či sedmiúhelníkové bloky. Textura bývá proudovitá nebo všesměrná. Dle oficiální definice vycházející z pozice čediče v diagramu QAPF je tato hornina jemnozrnná vyvřelá hornina, která má méně než 20 objemových procent křemene a méně než 10 % foidů a minimálně 65 % živců ve formě plagioklasu.

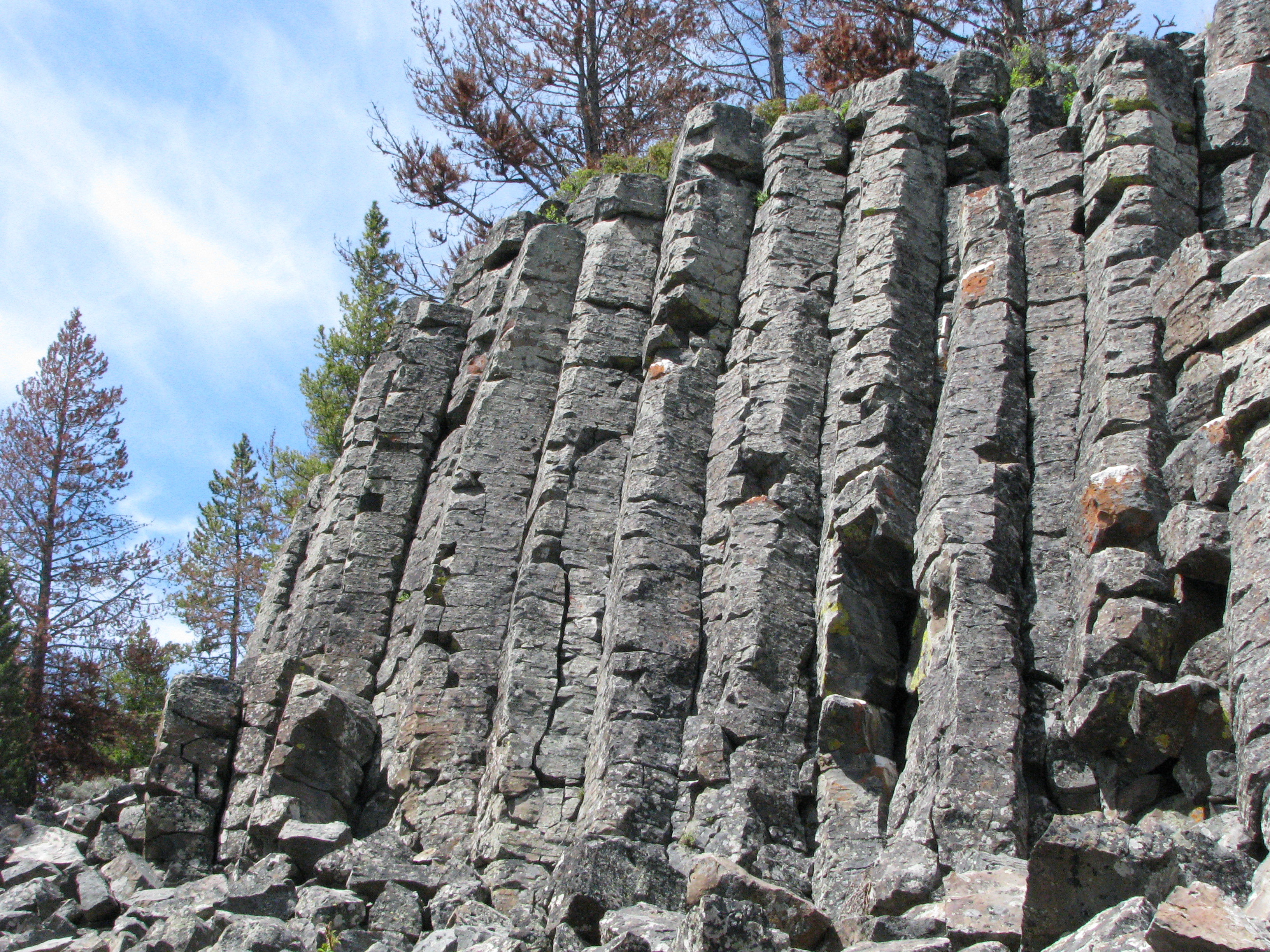
Hexagonální odlučnost čediče v oblasti Sheepeater Cliff, Yellowstonský národní park, USA

Na Zemi vzniká většina čedičových magmat dekompresním tavením pláště. Mimo Země jsou čediče známé taktéž z Měsíce, Marsu, Venuše a dokonce i z asteroidu Vesta. Předpokládá se, že zdrojovými horninami pro částečné tavení jsou jak peridotity tak i pyroxenity. Čediče tvoří ve velké míře oceánskou kůru, která vzniká na středooceánských hřbetech výstupem (upwelling) plášťového materiálu z hlavní části.

## Etymologie
Čedič, lidově „čadič“, původně nářeční výraz pro očazený černý kámen. Teprve v národním obrození přijat jako termín pro bazalt.

## Složení

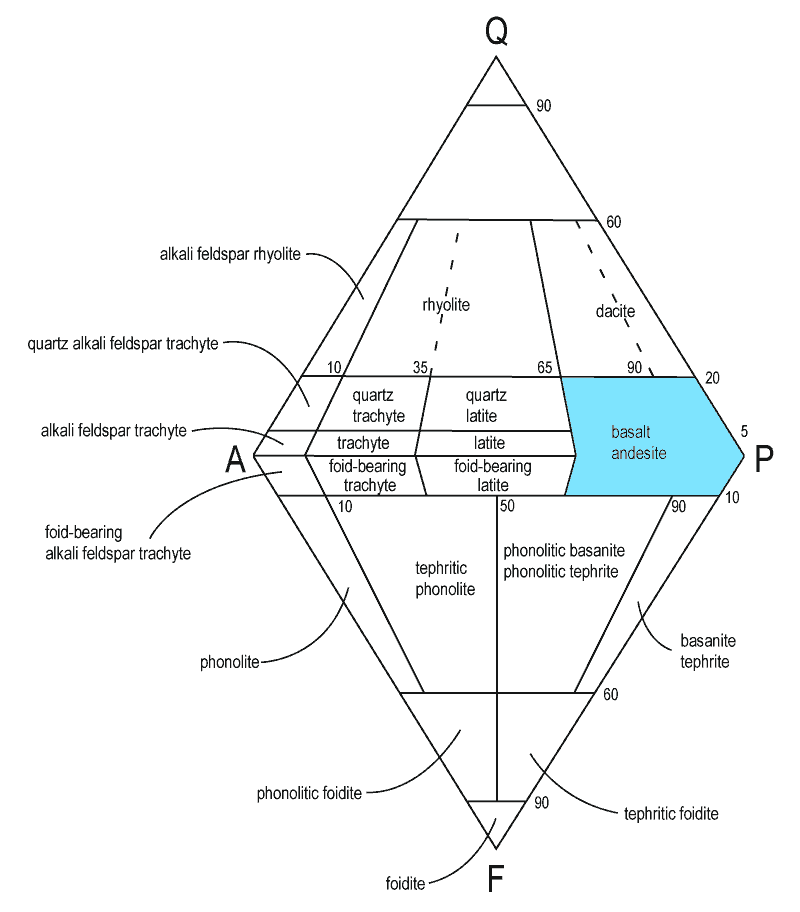
Bazalt v diagramu QAPF

Nejvýznamnější složkou bazaltů jsou zásadité (sodno-vápenaté) živce – plagioklasy (labradorit, anortit až bytownit) a pyroxeny (rombické i monoklinické, augit, titanaugit). Ve značném množství může být přítomen i ilmenit a magnetit, pro některé typy bazaltů jsou typické vyšší obsahy minerálů skupiny olivínu. V meziprostorech mezi minerály je vulkanické sklo, nebo druhá generace stejných minerálů v drobnozrnném vývoji.

## Formy

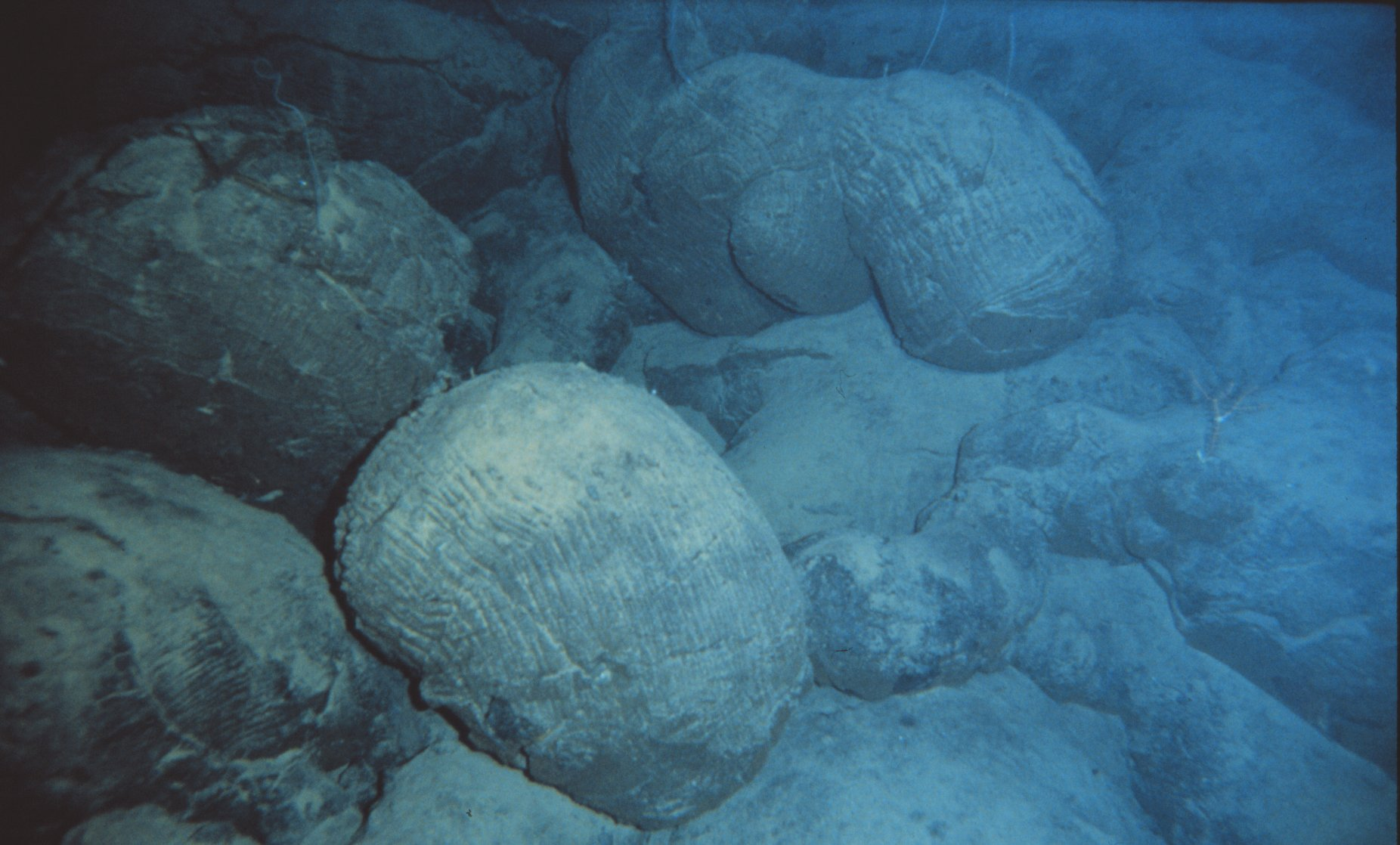
Polštářová láva podmořské erupce

V závislosti na místě a typu erupce, ale i na vlastnostech magmatu, tvoří bazaltové lávy různé formy:
- lávové proudy s různou strukturou – pahoehoe, nebo Aa lávy (v závislosti na viskozitě)
- vzácně tvoří i různé vulkanoklasty a tufy
- podmořskými erupcemi vznikají polštářové (anglicky pillow) lávy.

## Typy bazaltových láv

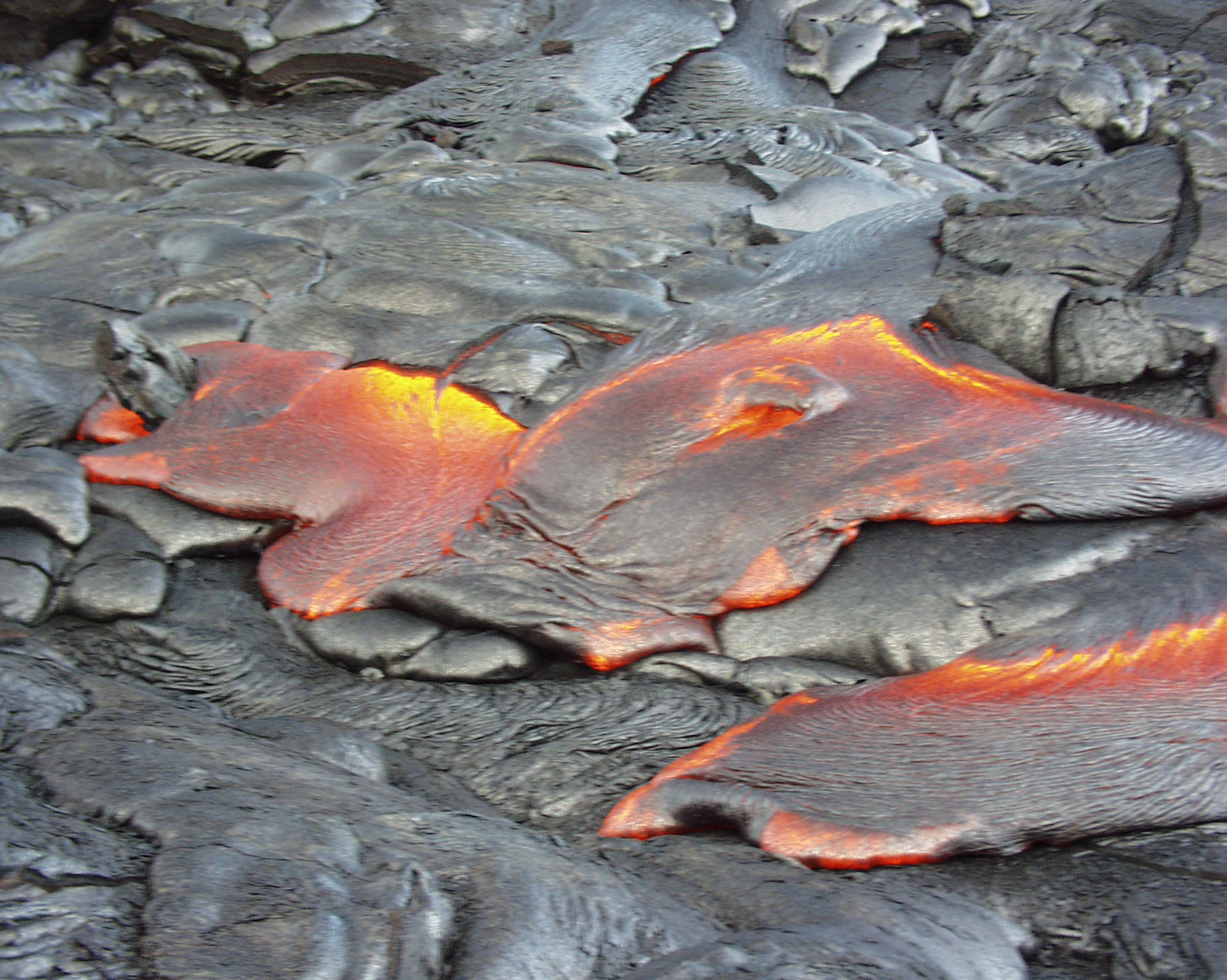
Tuhnoucí bazaltová láva z Havaje

- Tholeitické bazalty – jsou nejrozšířenějším typem. Do této kategorie spadají všechny bazalty oceánského dna (tzv. mid ocean ridge basalt – MORB), velkých vulkanických ostrovů i kontinentálních bazaltů. Charakteristický je nízký obsah sodíku a průměrný obsah křemíku. Mineralogicky je tento typ charakterizován obsahem pyroxenů (augit), plagioklasu a magnetitu. Jako akcesorie se vyskytuje oxid křemičitý (křemen, příp. tridymit) a olivín.
- Olivinické tholeity jsou dost podobné, jen mají zvýšený obsah olivínu.
- Vysoce hlinité bazalty – mají zvýšený obsah Al2O3 až 17 % a nižší obsah TiO2.
- Alkalické bazalty – jsou produktem vulkanismu divergentních deskových okrajů. Mají vyšší obsah foidů a flogopitu.

## Vlastnosti a složení
Teplota bazaltového magmatu je okolo 1 100 až 1 250 °C. Díky tomu, jakož i díky nízkému obsahu rozpuštěných plynů je magma značně pohyblivé (vytváří až 20 km dlouhé lávové proudy), erupce bývají zpravidla klidné, bez větších explozí. Bazalty jsou pevnější než granitoidy, přibližně o třetinu (pevnost v tlaku za sucha 180 až 380 MPa). Jejich hustota se pohybuje od 2,95 do 3,15 g/cm³.

### Geochemie
Bazalty mají v porovnaní s jinými běžnými horninami malý obsah oxidu křemičitého (SiO2) – od 48 do 52 hm. %. Zbytek je tvořen převážně oxidem hořečnatým (MgO – 5 až 12 hm. %), oxidem vápenatým (CaO – okolo 10 hm. %), oxidy železa (FeO a Fe2O3 – 5 až 14 hm. %) a oxidem hlinitým (Al2O3 – více než 14 hm. %). Oproti světlejším horninám mají menší obsah CaO, Na2O, K2O. Asi 2–6 hmotnostních % tvoří alkálie, 0,5–2,0 % TiO2.
Alkalické bazalty mají obsah Al2O3 od 17 do 19 %; boninity mají obsah MgO do 15 %. Na foidy bohaté mafické horniny až alkalické bazalty mohou mít obsah Na2O a K2O i 12 % a více.

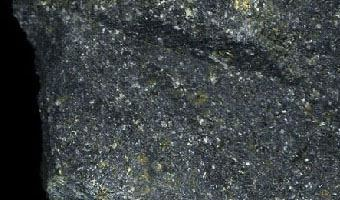
Terciérní bazalt z okolí Žiaru nad Hronom

Protože jsou MORB bazalty považovány za jeden z klíčových faktorů chápání deskové tektoniky, jejich chemické složení bylo poměrně podrobně prozkoumáno. Složení MORB bazaltů je sice odlišitelné od bazaltů vznikajících v jiných prostředích, ale netvoří homogenní skupinu. Jejich složení se mění na základě jejich umístění v středooceánském hřbetu a je závislé i na jednotlivých lokalitách a oceánských bazénech. MORB bazalty a jejich intruzivní ekvivalenty, gabra jsou typickými horninami středooceánských hřbetů. Jsou též označovány jako tholeitické bazalty a mají poměrně nízký obsah alkálií a nekompatibilních stopových prvků. MORB bazalty také mají poměrně vyrovnanou křivku obsahu kovů vzácných zemin (REE), normalizovanou na plášťové chondritické hodnoty. Naproti tomu, alkalické bazalty mají normalizované hodnoty obohaceny o lehké prvky REE a mají celkově vyšší obsah REE a dalších nekompatibilních prvků.

## Výskyt

### Svět

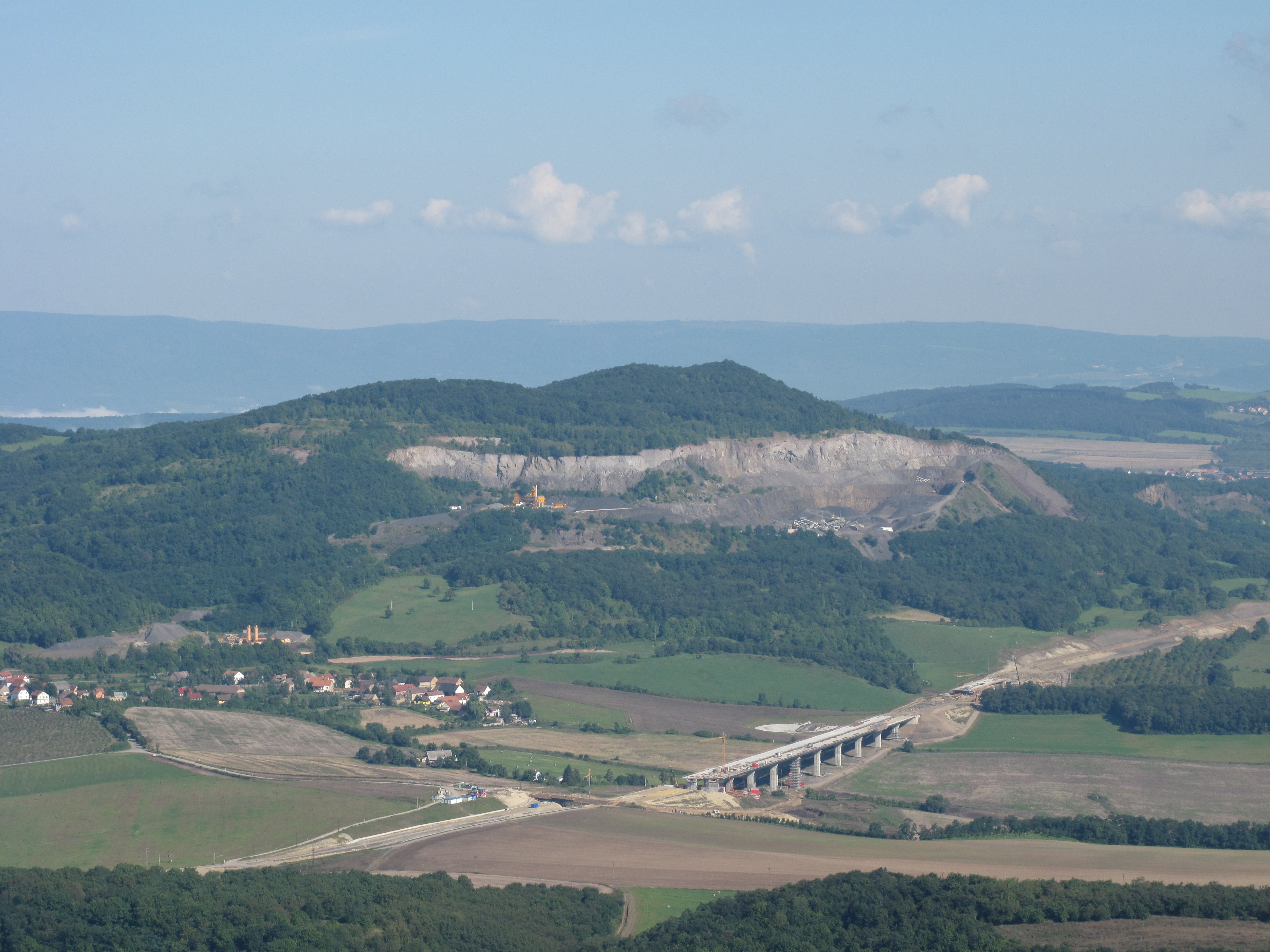
Čedičový lom na Kubačce v Českém středohoří

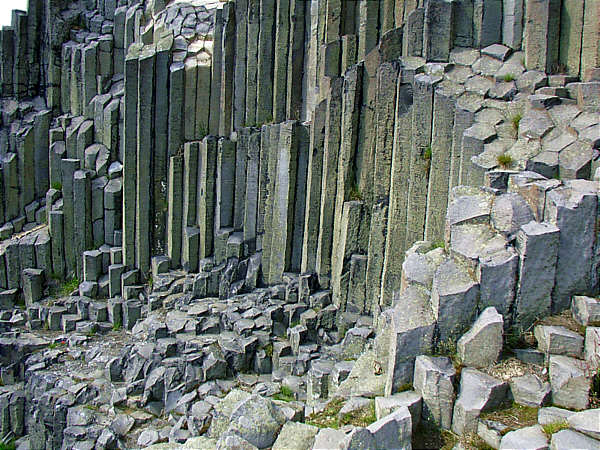
Charakteristická sloupcovitá odlučnost bazaltu na lokalitě Panská skála

Místa výskytu bazaltových magmat jsou různá, nejčastěji jde o riftová údolí (nacházející se v středooceánských hřbetech, nebo na kontinentech), horké skvrny, ale bazaltový vulkanismus se vyskytuje i v konvergentních okrajích střetávajících se tektonických desek, zvláště pokud jsou obě desky tvořeny oceánskou kůrou.
Čedič je nejhojnější magmatická hornina zemského povrchu, tvoří prakticky celé oceánské dno a z velké části zemskou kůru. Na pevnině jsou známy obrovské výlevy bazaltů z triasu: Dekánská plošina, případně sibiřské trapy – obrovské plošiny tvořené bazalty, vzniklé v průběhu jen několika tisíc let (v geologickém měřítku jde o velmi krátkou dobu), což představuje enormní vulkanickou aktivitu. Dalším příkladem plošinových kontinentálních bazaltů je oblast řeky Columbia. Podobná vulkanická aktivita byla zaznamenána na začátku jury kolem nově vznikajícího Atlantiku. Další velká akumulace bazaltů, která je vulkanicky aktivní i v současnosti, se nachází na Havajských ostrovech a také na Islandu.
Bazaltové horniny jsou známy i z Měsíce. Různé typy bazaltů jsou také hlavní horninou tvořící povrchové útvary na Venuši.

### Česká republika
Bazalty se vyskytují v Českém středohoří, např. kopce Tlustec, Radobýl nebo hora Říp.
Doupovské hory jsou tvořeny pouze z čediče (48 druhů). Známé lokality po celé republice jsou chráněny jako přírodní památky, jako například Panská skála u obce Kamenický Šenov, čedičová žíla Boč, čedičové varhany u Hlinek nebo Rotava.

## Využití
Čedič se už po tisíciletí používá jako stavební kámen, na štěrk a kamenivo, součást betonů i směsí při stavbě silnic. Novodobé využití našel ve 20. století s rozvojem petrurgie. Taví se při teplotách kolem 1300 °C. Slévárny čediče produkují např. dlažby, žlaby nebo třeba otěruvzdorná potrubí, která se nejčastěji používají pro pneumatickou nebo hydraulickou dopravu abrazivních materiálů. Dlažby se používají i pro odolné průmyslové podlahy. Žlaby, cihly a trouby jsou pro své vlastnosti používány i pro kanalizace.
Čedičová tavenina se dá také rozvláknit, čímž vznikají vysoce pevná a ohebná vlákna, která předčí svými fyzikálními, mechanickými a chemickými vlastnostmi vlákna skleněná i azbestová. Tkaniny z čedičových vláken se dají použít ve stavebnictví, v leteckém průmyslu, k výrobě tepelných, zvukových a chemických izolací, kompozitních výztuží atd. Tato vlákna jsou zpracovávána při výrobě vysokopevnostních, tepelně odolných Hi-Tech šňůr a sítí.
V České republice je čedič zpracováván tavením ve Staré Vodě u Mariánských Lázní.

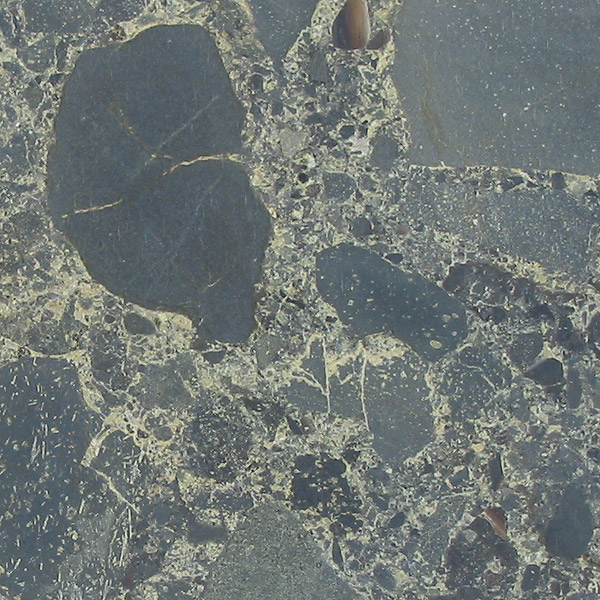
Čedičová brekcie La Palma, Kanárské ostrovy (12 cm)
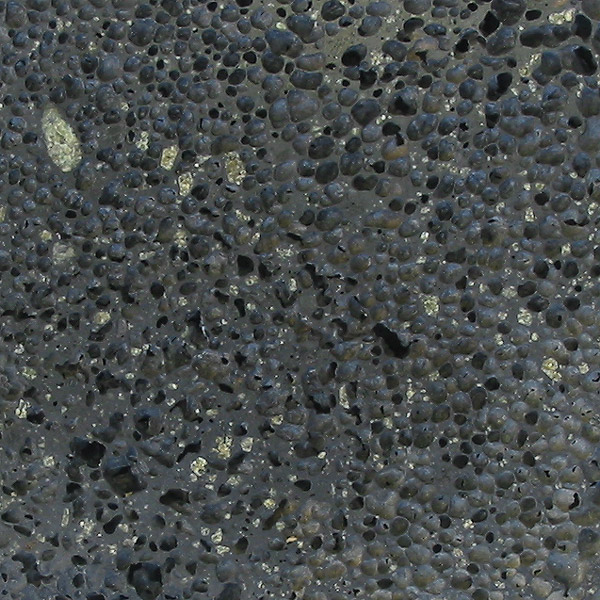
Olivinický čedič La Palma, Kanárské ostrovy
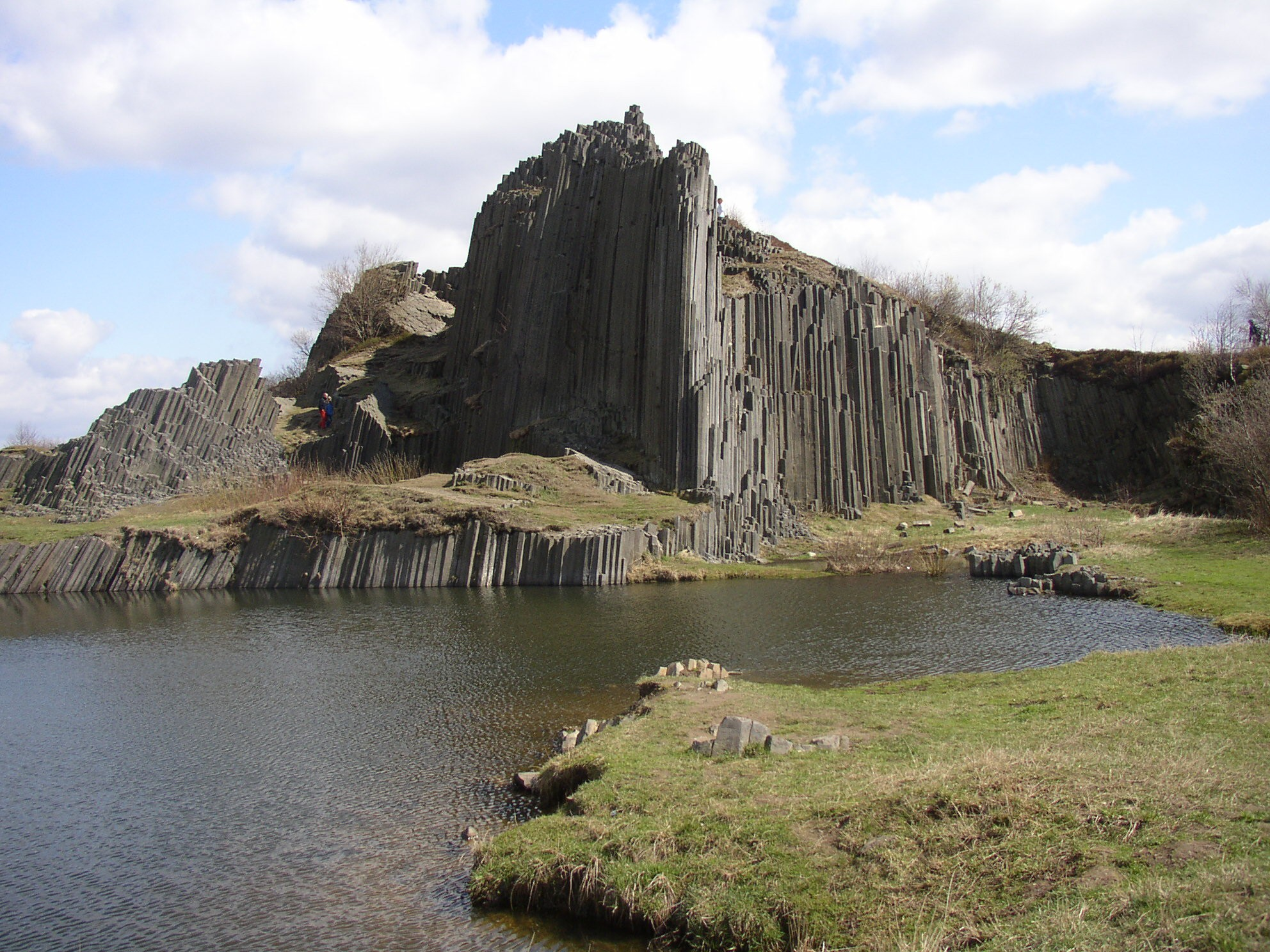
Panská skála u Kamenického Šenova
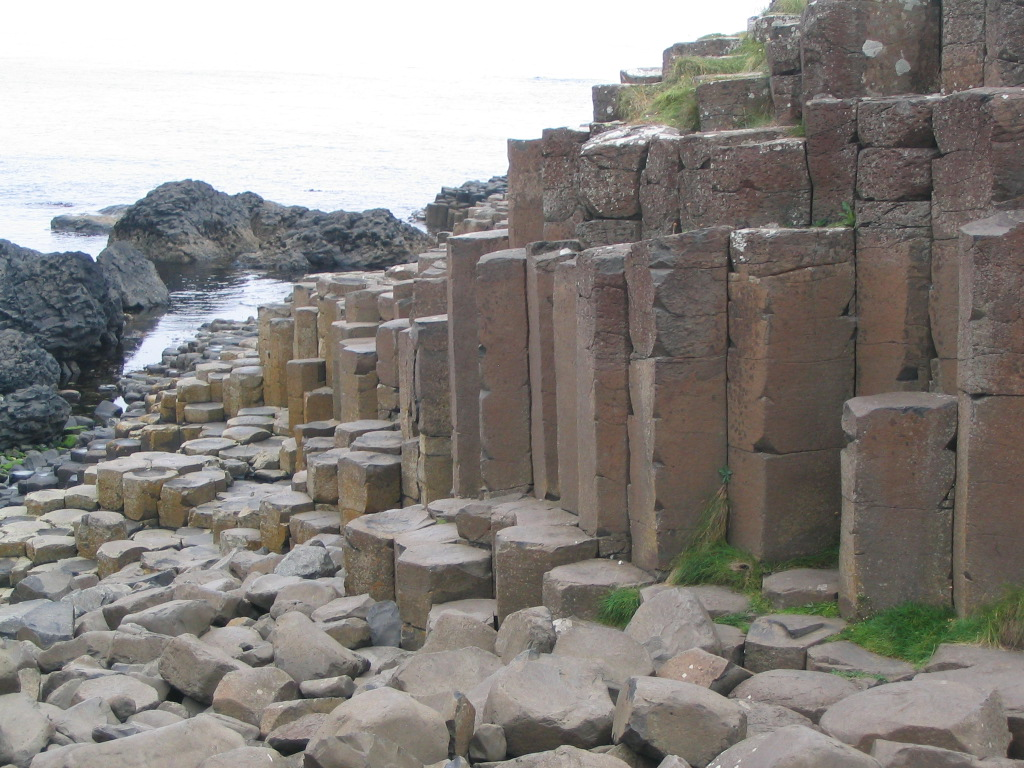
Giant's Causeway v Severním Irsku